# Prince
Prince Rogers Nelson (Mineápolis, Minnesota, 7 de junio de 1958-Chanhassen, Minnesota, 21 de abril de 2016), conocido simplemente como Prince, fue un cantante, compositor, bailarín, letrista, empresario, productor, músico y multinstrumentista estadounidense.
Conocido por su ecléctico trabajo, su extravagante puesta en escena, vestuario y aspecto; su vida llena de polémicas y su amplio registro vocal, además de haber sido un virtuoso ícono de la guitarra.
Su música integró un sinnúmero de géneros, entre los que se destacan el funk, el R&B, el new wave, el soul, el blues, el rock, e incluso el jazz. En vida vendió más de 150 millones de discos en todo el mundo, siendo uno de los artistas más exitosos de la historia. Ganó siete premios Grammy, un American Music Award, un Globo de Oro, y un premio Óscar por la banda sonora de la película Purple Rain.
Ingresó en 2004 en el Salón de la Fama del Rock and Roll en cuanto cumplió los requisitos de acceso, y la prestigiosa revista Rolling Stone lo puso en la casilla 27 en su lista de los «100 artistas más influyentes de la era del rock & roll».
Prince nació en Mineápolis y mostró gran interés por la música desde muy joven. Firmó su primer contrato discográfico con Warner Bros. Records a los 18 años y lanzó su primer álbum, For You, en 1978. Su siguiente álbum, Prince de 1979, logró la certificación de platino y sus siguientes producciones: Dirty Mind de 1980, Controversy de 1981 y 1999 de 1982 aumentaron su éxito de forma progresiva. Durante esa época, sus letras contenían mensajes sexuales explícitos y combinaba géneros como el funk, el dance y el rock. En 1984 lanzó junto con su banda, en ese entonces llamada The Revolution, el álbum Purple Rain, banda sonora de la película del mismo nombre y de la cual fue protagonista. Dicha producción se convirtió en la más exitosa de su carrera, colocándose en los primeros lugares en las listas durante meses y vendiendo más de 70 millones de copias, convirtiéndose en uno de los discos más vendidos de la historia. Más tarde, lanzaría Around the World in a Day en 1985 y Parade en 1986. En 1987 y ya como solista, lanzó Sign o' the Times, un álbum doble considerado por la crítica como uno de los más grandes de la música contemporánea.
Lanzaría tres álbumes más hasta formar una nueva banda en 1991, New Power Generation. A partir de 1993 y debido a graves conflictos con Warner Bros. sobre la autoría y propiedad de sus canciones, Prince cambió su nombre a un símbolo impronunciable para evitar cualquier vínculo con su compañía discográfica. Durante este periodo también fue apodado como «El artista antes conocido como Prince» (a menudo abreviado como TAFKAP por sus siglas en inglés, The Artist Formerly Known as Prince), o simplemente «El artista». Bajo su nuevo nombre lanzó otros cinco álbumes hasta firmar un nuevo contrato con la compañía Arista Records en 1998. Recuperó su nombre en el 2000 y en 2004 lanzó el álbum Musicology, el cual le devolvió la popularidad.
Si bien gran parte de su éxito tuvo lugar durante la década de los 80, Prince fue siempre catalogado como uno de los artistas más relevantes de la música moderna. Se le considera el fundador del llamado «sonido Minneapolis», un híbrido musical surgido de la mezcla del uso de sintetizadores y del rock, el pop y el funk, propios de la región. Solo en los Estados Unidos, vendió alrededor de 40 millones de álbumes y algunas de sus canciones como: «1999», «Little Red Corvette», «When Doves Cry», «Let's Go Crazy», «Purple Rain» y «Kiss» ganaron popularidad a nivel mundial. Una de sus composiciones, «Nothing Compares 2 U», fue regrabada por la cantante Sinéad O'Connor en 1990 y disfrutó de un inmenso éxito en el mundo. La Enciclopedia Británica lo destaca como una de las más notables estrellas del pop junto con Michael Jackson y Madonna.
Prince falleció el 21 de abril de 2016 debido a una sobredosis accidental de fentanilo en su casa de Chanhassen. Tenía 57 años de edad.

## Biografía

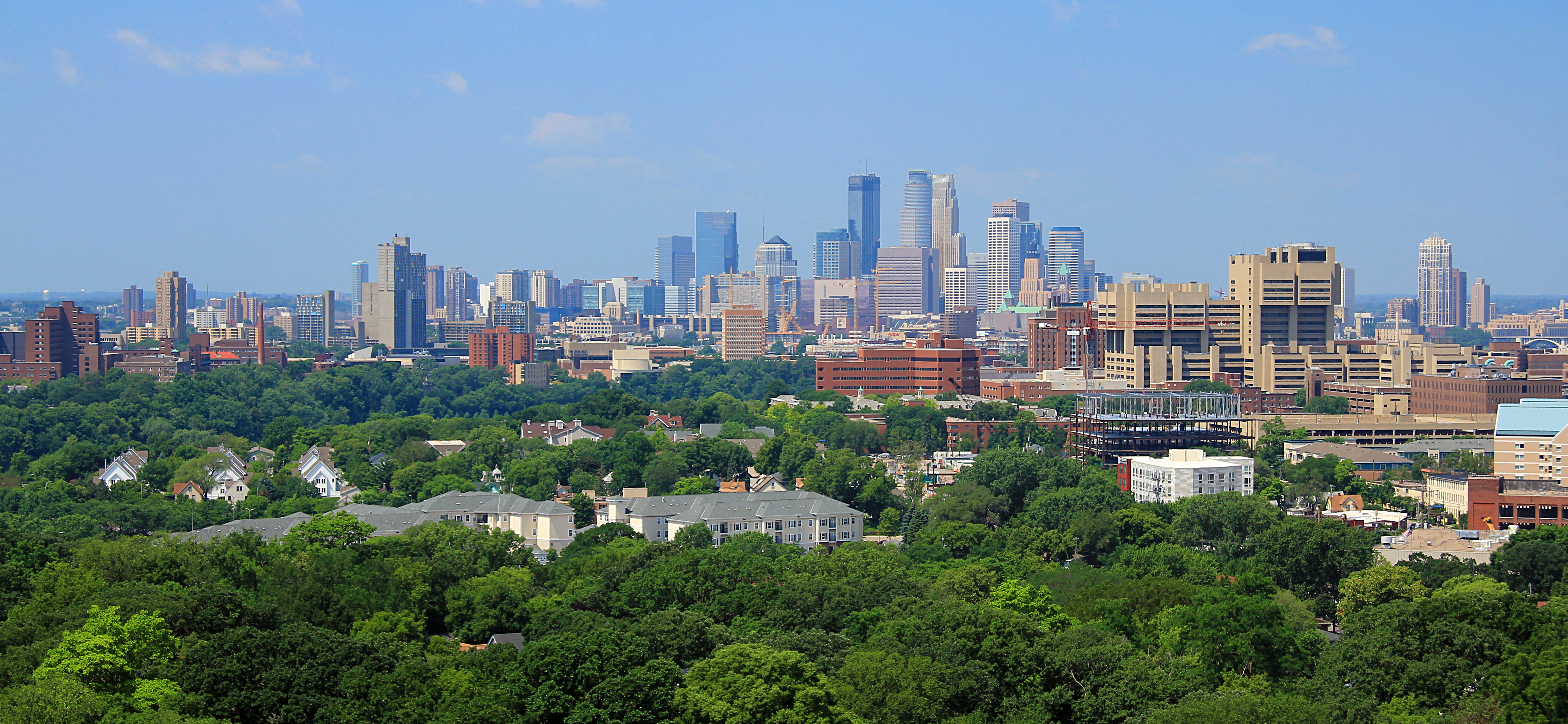
Mineápolis, lugar de nacimiento y crianza de Prince.

Prince Rogers Nelson nació el 7 de junio de 1958 en el hospital Monte Sinaí, en Mineápolis. Su padre, John L. Nelson, músico aficionado, formaba parte de un grupo de jazz llamado Prince Rogers Trio, del cual tomó el nombre para su hijo. En él conoció a Mattie Shaw, cantante del grupo con la que se casó y sería la futura madre de Prince.
Cuando tenía siete años, sus padres se divorciaron. Nelson se fue de la casa familiar, pero no se llevó el piano que tenía, lo cual aprovechó Prince para aprender a tocarlo de forma autodidacta, aprendiendo de oído sintonías de series de televisión como Batman. Más tarde comenzó a aprender a manejar otros instrumentos musicales: a los 13 años su padre le regaló una guitarra eléctrica, con la que Prince se familiarizó con rapidez.
Por aquel tiempo conoció en el instituto a André Cymone, que también tocaba varios instrumentos y entablaron amistad. Poco después Prince invitó a André a hacer una jam en casa de su padre, donde tocó al piano una versión particular de The Man from U.N.C.L.E. y el tema de Peanuts.
Prince se fugó un tiempo después de la casa de su madre y pidió refugio en casa de su amigo André, al principio parece que se quedaría, con permiso de ambas madres, solo unos pocos días, pero acabaría viviendo en esa casa durante los siguientes seis años. Inicialmente tocarían versiones de otros artistas como Earth, Wind & Fire, Jimi Hendrix, Billy Preston, acompañados por el baterista Charles “Chazz” Smith, que era primo de Prince.
André Cymone fundaría Grand Central, una jovencísima banda que incluía a su hermana pequeña, Linda, al teclado, Terry Jackson y William Doughty a la percusión, y donde estuvo de forma provisional Chazz Smith a la batería. La banda incorporó un ilustre miembro: Prince.
Tocaban en fiestas de instituto, centros comunitarios y religiosos, hoteles y similares, pero Prince no cantaba, pues consideraba que su voz no era apta para ser presentada en público. Más adelante, demostraría que su talento como cantante era tan amplio como el de instrumentista o compositor. Batallaban por aquel entonces con algunas otras bandas de jóvenes, especialmente con Flyte Time, donde estaban, entre otros, Terry Lewis y Jellybean. Gracias a una de esas victorias pudieron grabar su primera maqueta, formada por cuatro temas: Love Unlimited de Barry White, It’s Too Late de Carole King y un tema original de cada uno. Poco después un baterista zurdo también adolescente y bastante brillante llamado Morris Day les pediría incorporarse al grupo, ocupando el lugar de Smith. Esto tuvo lugar cuando Prince tenía ya unos 15 años. André decidió pasar de ser el saxofonista a ocuparse del bajo; esta banda evolucionada pasó a llamarse Champagne.
Prince aseguró varias veces haber sufrido epilepsia en su infancia, e incluso sostenía que un ángel lo había curado de tal enfermedad.

## Carrera

### 1975-1982: Inicios y éxito inicial
Cuando tenía 17 años, Prince conoció a un músico llamado Pepé Willie, marido de una prima suya, que le introdujo en el mundo profesional y con el que hizo sus primeras grabaciones en estudio, acompañándole como guitarrista en una banda denominada 94 East, compuesta por Pepe, que escribía los temas, y por Marcy Ingvoldstad y Kristie Lazenberry, para los trabajos de estudio contrató también a André Cymone. Prince compondría uno de esos temas: Just Another Sucker, por lo que en sentido estricto su carrera discográfica arranca como músico de estudio y como compositor, siendo este segundo aspecto uno de los registros donde cosecharía más éxitos y reconocimientos apenas unos años más tarde.
Poco después, entablaría relación con un ingeniero llamado Chris Moon, propietario de un pequeño estudio al sur de Mineápolis, con quien comenzaría como aprendiz. Le dio una llave del estudio y gracias a esto fue grabando sus propios temas. Moon, convencido del talento del joven, comenzó a mover la maqueta sin éxito hasta que se le ocurrió contactar con Owen Husney, promotor y agente musical con contactos en las grandes discográficas. A Husney le pareció "una banda" muy buena, Moon le pidió que se sentara y le explicó que todo lo sus oídos estaban escuchando lo tocaba una sola persona, un chico de 17 años. Husney consiguió dinero de varios inversores y grabaron una segunda maqueta de la que se ocuparía el ingeniero de grabación David Rivkin (posteriormente conocido como David Z), que ya había tenido contacto con Prince durante las grabaciones de Champagne en 1975. Uno de los temas que grabaron fue Soft and Wet, en cuya letra había participado el propio Moon. Bobby Z, el hermano de David, cuidaba de Prince, le buscó un apartamento y, como el pequeño genio no sabía conducir, le llevaba a todas partes; solían concluir el día en interminables atascos.
La maqueta llamó la atención de varias compañías, Husney recomendó a Prince descartar las de A&M y Columbia y optaron por Warner Bros, que le dio entera libertad artística y creativa.
En 1978 grabó su primer disco, For You, en el que todas las canciones fueron compuestas por él y toca todos los instrumentos que se escuchan en el disco (según sus propias palabras, sabía tocar más de treinta instrumentos). El disco acabó costando más de lo que se había presupuestado: 150.000 dólares, pero también logró vender 150.000 copias y despertó las primeras comparaciones con otros prodigios de la música negra, tales como Steve Wonder o Michael Jackson, mientras en la industria discográfica, por su estilo y características vocales, lo veían como la persona destinada a ocupar el hueco de Smokey Robinson.
Se realizó un casting para componer una banda con la que pudiera actuar en directo. Esto ocurrió por primera vez en el Teatro Capri, de Minneapolis, el 5 de enero de 1979. La banda estaba formada por su compañero André Cymone en el bajo, Dez Dickerson en la guitarra, Gayle Chapman y Doctor Fink en los teclados, y Bobby Z, amigo del anterior, en la batería.
Amante de los cócteles musicales más variopintos, se convirtió en la gran esperanza de la música negra tras su disco Prince (1979), en el que se incluía I Wanna Be Your Lover, primer tema de Prince en alcanzar las listas de éxitos, el clásico "I Feel For You", que en 1984 supondría la consagración mundial de Chaka Khan al hacer una versión, o la guitarrera y provocativa "Bambi", historia de un ligue femenino con tendencias lésbicas. El disco incluía un tema que entonces pasó desapercibido pero que apuntaba las características estilísticas que le harían famoso: Why You Wanna Treat Me So Bad?, con bajo funk, un ritmo persistente de rock, voz soul en falsete y un uso destacado de la guitarra eléctrica. Este tema causa las primeras fricciones reconocidas entre André Cymone y Prince, ya que el primero se encargó del bajo y algunas armonías vocales y en el álbum no aparecía acreditado, una cuestión que según Prince se debía a un error tipográfico.
En aquel año, hace su primera gira por los Estados Unidos, tanto en solitario como de telonero de Rick James. Su primera banda fija estaba compuesta por: André Cymone (bajo), Gayle Chapman (teclados), Dez Dickerson (Guitarra), y Matt Fink, alias Dr. Fink, (teclados).
En febrero de 1980 su álbum Prince se convertiría en su primer disco en superar el millón de copias vendidas, lo que le supuso su primer disco de platino. Tenía entonces solo 21 años de edad.
Su siguiente disco, Dirty Mind (1980), supuso un radical cambio de estilo. Un disco de poco más de media hora, con un sonido más crudo (el disco es prácticamente una maqueta) y una imagen absolutamente provocativa, pues aparece en escena en calzoncillos y con medias de mujer debajo de una raída gabardina. Además, las letras iban más allá de los límites establecidos en el aspecto sexual; temas como Head y Sister se convirtieron en pesadilla de censores. Solo consta la intervención de Dr. Fink y de Lisa Coleman en dos de los temas, mientras que las aportaciones de André Cymone en Uptown y la de Morris Day en Partyup no están acreditadas.
Su siguiente álbum, Controversy (1981), supuso una nueva vuelta de tuerca; esta vez los temas sexuales dejan paso a temática social en canciones como Ronnie, Talk To Russia o Annie Christian. Debido a lo provocativo del nuevo estilo de Prince, la teclista Gayle Chapman abandona la banda de directo y es sustituida por Lisa Coleman, joven teclista hija de músicos que no tuvo ningún inconveniente en lo referido al nuevo estilo musical.
Por esa época empezaría a dar rienda suelta a su creatividad con grupos paralelos como The Time, a mayor gloria de su amigo Morris Day (antiguo batería de Champagne), y que sería semillero de valiosos músicos y productores como Jimmy Jam, Terry Lewis, o Paul 'St. Paul' Peterson.

#### 1999
El disco que haría a continuación, 1999 (publicado en octubre de 1982), supuso su primer gran éxito popular, siendo su primer disco en alcanzar el "top 10" del ranking Billboard 200. Es considerado por varios críticos, productores y músicos como su primera gran obra maestra, consiguiendo en cualquier caso una valoración positiva unánime. La canción que dio título al disco (plagiada por Phil Collins algunos años después como "Sussudio") se convirtió en un clásico, aunque la canción que le catapultó a las listas de éxitos fue el segundo sencillo, Little Red Corvette, tema dirigido fundamentalmente al público blanco. Aunque el álbum fue grabado a lo largo de varios meses en diversas sesiones, los dos temas más famosos, junto con Lady Cab Driver' se grabaron en una única sesión, en Sunset Sound, el 7 de agosto de 1982.
La revista Rolling Stone lo considera el álbum más influyente de Prince, al codificar el estilo que poco más tarde sería conocido como sonido Minneapolis, preponderante a mediados de los 80, y extenderse a través de diversos aspectos en la música house, techno y electro de los siguientes 20 años.
Aunque en este disco intervienen distintos miembros de la banda que luego se llamaría The Revolution, lo hacen únicamente con segundas voces y palmas, y además no coinciden todos en los mismos temas; Wendy y Lisa colaboran en Free, mientras que Brownmark lo hace en D.M.S.R..

### 1983-1986: Prince & The Revolution y el éxito mundial dePurple Rain

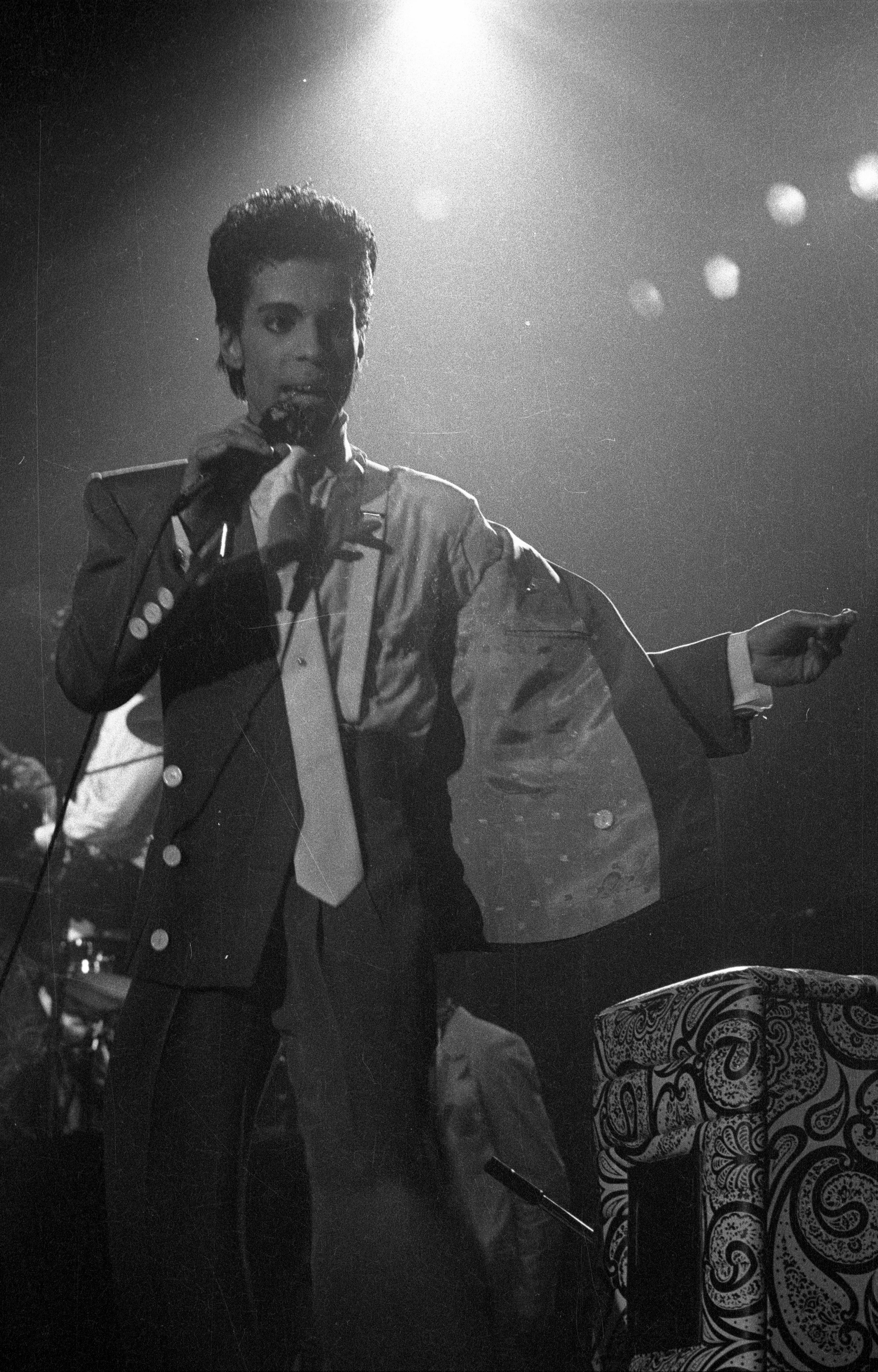
Prince & The Revolution en concierto en 1986.

En enero de 1983 el video de su segundo sencillo, Little Red Corvette, es añadido a la lista de MTV, habitualmente ocupada por artistas blancos, lo que contribuirá al éxito del tema y del propio álbum.
Antes de la gira de promoción de 1999, André Cymone dejó la banda, frustrado por el egocentrismo de Prince, y empezó una carrera en solitario como solista y productor en el sello Columbia, en lo que sería el primer "Spin-Off" del círculo de músicos que le rodeó en su primera etapa. Fue sustituido al bajo por Mark Brown, rebautizado como Brownmark. En esta gira la banda tomó por primera vez el nombre The Revolution.
Con The Time publica un nuevo álbum: What time is it? y también lanza su primer grupo femenino: Vanity 6, dando origen al álbum del mismo título. Ambos grupos acompañaron como teloneros a Prince en la extensa gira del ciclo 1999 Tour, que se realizó en los Estados Unidos. En febrero de 1983 se produciría el segundo spinoff, tras despedir a Jimmy Jam y Terry Lewis, que no pudieron llegar al concierto de San Antonio, por haber perdido el vuelo en Atlanta, donde estaban produciendo a The SOS Band. Ambos se convertirían en exitosos y renombrados productores durante la década de 1980.
Por esa época, Prince empezaría a pensar en hacer una película. Durante la gira de apoyo al disco 1999, empezó a anotar ideas en una libreta de color púrpura [cita requerida] (que se terminaría convirtiendo en su color icónico). Sus representantes Cavallo, Ruffalo y Fargnoli consiguen despertar el interés de su compañía por el proyecto. Los trabajos de guion y los primeros contactos con el director empezaron a tener lugar en abril de 1983 y durante el verano y otoño de 1983 se rodó la película en Mineápolis y Los Ángeles. En mayo de ese año se produjo el despegue definitivo de 1999, al auparse Little Red Corvette al número 6 y 1999 al top 10 de los álbumes más exitosos (acabaría el año siendo el quinto más vendido). El número 1 fue para el gran éxito del otro referente de la música negra de los 80: el Thriller de Michael Jackson, que se había publicado unas semanas antes de 1999.
El 3 de agosto de 1983 dio un concierto benéfico en la sala First Avenue de su ciudad natal. Este concierto fue reseñable por dos hechos destacados: supuso el debut a la guitarra de la joven de 20 años Wendy Melvoin en la banda, sustituyendo a Dez Dickerson. Wendy había sido traída a la banda por su amiga Lisa Coleman. Ambas serían la mano derecha de Prince, musicalmente hablando, durante los siguientes tres años. El otro hecho destacado fue que varios de los temas tocados serían grabados e incluidos, con pequeños retoques de estudio, en el disco que acompañó a la película.
A principios de 1984 se publicaría el primer álbum de Sheila E.: The Glamorous Life, donde Prince aparece acreditado como "The Starr ★ Company". El tema que da título al disco había sido compuesto para Vanity 6 y fue un éxito relevante, alcanzando el número uno en la categoría Dance y el 7 en pop. El vídeo también fue nominado por MTV.
Purple Rain (1984), disco y película, supusieron el estrellato masivo para Prince. El 16 de mayo publicaba el sencillo When Doves Cry, que se convertiría en una de sus canciones insignia, logró la certificación oro (500.000 copias) el 24 de julio (antes del estreno de la película), y la platino (1 millón) el 21 de agosto. El éxito de Prince se extendió a su álbum Dirty Mind, que alcanzó también el oro el 20 de junio del mismo año.
El álbum fue publicado el 25 de junio y según Warner Bros, vendió 1,3 millones de copias solo el primer día y hasta 1985 más de 9 millones de copias solo en Estados Unidos.
La película, que apenas había costado 7,2 millones de dólares, se estrenó el 27 de julio de 1984 y fue un éxito de taquilla: más de 60 millones recaudados solo en los Estados Unidos. La posterior gira norteamericana, que empezó en Detroit en noviembre de 1984 y concluyó en Miami en marzo de 1985, fue vista por más de un millón de personas. Empezaron a lloverle los premios: ganó tres Grammys por el disco y un premio Óscar a la Mejor banda sonora, así como el premio a la mejor banda sonora en los Brit Awards, y las nominaciones: mejor canción en los Globos de Oro para When Doves Cry.
La película dio también origen a otros dos discos paralelos Ice Cream Castle de The Time y Apollonia 6, grupo sucesor del que había formado con Vanity. Entre el material que había preparado para el disco de Apollonia se encontraba Manic Monday, que quedó inédito y se convirtió más tarde en uno de sus grandes éxitos como compositor gracias a la banda femenina The Bangles.
El éxito arrollador de Purple Rain impulsó el interés por otros discos anteriores de Prince, gracias a ello Controversy se convertía también en platino a principios de 1985. El 22 de julio de 1999 alcanzaba el triple platino tras disparar de nuevo sus ventas.
Su siguiente disco, Around the World in a Day (lanzado en abril de 1985), se grabó en diversas sesiones a lo largo de 1984 y supuso un radical cambio de estilo con respecto a 'Purple Rain'. Ecos árabes, psicodelia y existencialismo en una grabación que descolocó a su compañía de discos y a sus seguidores, sobre todo a los ganados con su disco anterior. Aunque en un principio Prince no tenía planeado hacer videoclips del disco, hizo varios como el colorista de 'Raspberry Beret', que ganó un premio de MTV y se convirtió en el tema más popular del álbum, o la grabación en directo en Niza de 'América'. Logró rápidamente el doble platino (2 de julio) y fue número 1 en Billboard, pero fue un disco mucho menos popular que Purple Rain y 1999, fuera de los Estados Unidos tuvo, sin embargo, bastante aceptación, ya que vendió otros 5 millones de discos. Las opiniones de la crítica estuvieron divididas entre las entusiastas (The Guardian) y las negativas (Blender).
En esa época comenzaría a construir, con los créditos de 'Purple Rain', un gran complejo audiovisual llamado Paisley Park Studios en Chanhassen, población cercana a Minneapolis. El edificio incluye varios estudios de grabación y un gran plató para el rodaje de películas, aunque este último ha sido usado fundamentalmente para celebrar conciertos del propio Prince.
A finales de 1985 y principios de 1986 grabaría distintos temas, inicialmente con Eric Leeds, Sheila E. y Levi Seacer Jr. y posteriormente, también con Wendy y Lisa. Estos temas formaban parte de un proyecto llamado The Flesh, y giraban en torno a un extenso tema instrumental llamado The Junk. Prince dejó listo el álbum, pero abandonó su lanzamiento al abordar un nuevo disco de estudio, Parade, una película, y otro proyecto de disco más "colaborativo" llamado Dream Factory. Parte de The Junk vio la luz en Under the Cherry Moon y U got to shake something aparecería tiempo más tarde en Graffiti Bridge como Shake!, interpretado por The Time.
Dentro de los proyectos de Paisley Park destacó en esa época la publicación de un álbum para una flamante banda del bajista de The Revolution, Brownmark, llamada Mazarati. El álbum contenía un único tema de Prince: 100 MPH que fue su único éxito. Este álbum se haría famoso más tarde por uno de los temas que pudo tener y no tuvo: Kiss.
Con su siguiente disco de estudio publicado, Parade (1986), Prince volvía al formato de disco más película de 'Purple Rain'. Aunque la película, llamada 'Under The Cherry Moon', rodada en la Costa Azul francesa y dirigida por el propio Prince era de una categoría ínfima y fue un tremendo fracaso de crítica y público, el disco que le acompaña como banda sonora muestra un Prince tremendamente experimental, alternando comercialidad como la del primer sencillo del disco, el tema 'Kiss', con melodías dislocadas como las de 'Anotherloverholenyohead' o ' Life Can Be So Nice' y lirismo poético en 'Do You Lie?' o 'Under The Cherry Moon'. La gira que acompañó al disco fue la primera que hizo por Europa y Japón y también fue la primera en incluir sus legendarios 'aftershows', conciertos en salas pequeñas de madrugada tras el concierto en gran pabellón o estadio. El disco solo alcanzó una certificación de platino, siendo el menos popular de los grabados con The Revolution. Pese a ello, alcanzó los máximos puestos en la lista de Billboard gracias a Kiss, dándose la coincidencia de que el 19 de abril de 1986 el número uno era dicho tema de Parade, y el número dos Manic Monday de The Bangles (que también había escrito él); el disco publicado por ellas, Different Light, del que formaba parte este tema, se convertiría en triple platino, extendiendo el prestigio de Prince a su faceta de compositor.
Prince lanzaría en esa época un nuevo grupo, formado a partir de lo que había quedado de The Time: The Family, en el participaba la hermana gemela de Wendy, Susannah Melvoin, que también era la pareja sentimental de Prince en aquel entonces. Fue también su musa, puesto que inspiró el que luego se volvería uno de los temas más conocidos de Prince: Nothing Compares 2 U.
El proyecto del que había de ser el siguiente disco de The Revolution, Dream Factory se había extendido con numerosos temas hasta alcanzar un formato de doble álbum. Sin embargo, el abandono de Brownmark y finalmente el de Wendy y Lisa para formar su propio dúo forzó a Prince a reformular este disco. Muchos de sus temas pasaron a formar parte del que sería su siguiente disco publicado: Sign O'The Times, mientras que otros temas solo verían la luz muchos años después dentro del triple álbum Crystal Ball.
Bobby Z era sustituido para sus futuras bandas por Sheila E., a quien consideraba más versátil. De The Revolution permaneció únicamente el miembro más antiguo: el Dr. Fink.

### 1987-1990: Trabajo como solista y éxito de crítica deSign o’ the Times

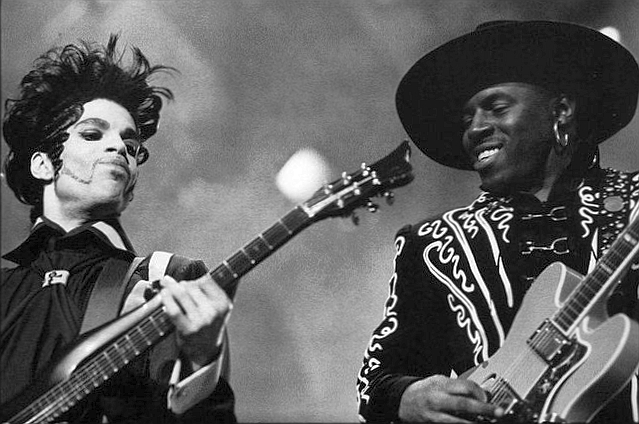
Prince y el productor Levi Seacer Jr. en concierto en 1993.

Después de más de un año de trabajo, varios proyectos cancelados, la disgregación de su banda The Revolution y otras historias personales y profesionales, se editó la que es considerada como su gran obra maestra hasta la fecha, Sign ‘O’ the Times (1987). Compendio de los abortados proyectos de 1986 'Dream Factory', 'Camille' y 'Crystal Ball', siendo este álbum el más ecléctico de su carrera; un doble disco de 79 minutos y muchos estilos mezclados como Funk, Góspel, Pop, y Rock. El disco fue alabado por la crítica de todo el mundo por canciones como la que daba título al disco (absolutamente minimalista), 'If I was Your Girlfriend', 'Hot Thing' o 'I Could Never Take The Place Of Your Man'. La gira que acompañó al disco (que solo paró en Europa) fue también un gran éxito, y fue inmortalizada en una película del mismo título filmada en Róterdam, aunque gran parte de lo que se ve en ella fue regrabado en Paisley Park.
Sus siguientes discos en esta década fueron: Lovesexy (1988); Batman (1989), banda sonora de la película del mismo título, que alcanzó gran éxito comercial y donde además coescribió una canción con Sheena Easton ("The Arms of Orion"); Graffiti Bridge (1990), disco de una película escrita, dirigida y protagonizada por él; y Diamonds and Pearls (1991).
En 1989 colaboró con Madonna en su famosísimo álbum Like a Prayer: grabó a dúo con ella la canción "Love Song" y participó como músico (no acreditado) en la mundialmente famosa canción que da nombre al disco. Se cuenta que esta canción sumó arreglos de guitarra sampleados o tomados del disco The Black Album, que Prince no había publicado por desavenencias con su discográfica.

### 1991-1992: Unión con The New Power Generation yDiamonds and Pearls
Autor prolífico, de quien se cuenta que apenas dormía tres o cuatro horas al día, Prince siguió publicando álbumes: Love Symbol (1992); The Hits/The B-Sides (1993), álbum recopilatorio; Come (1994); The Gold Experience (1995); Chaos and Disorder (1996); Emancipation (1996) y The Rainbow Children (2001), en los cuales combinó el funk con la psicodelia, el rock and roll y el new wave. A partir de dicha fecha se centró en trabajos más alternativos que se vendían a través de su web oficial. Posteriormente lanzó Musicology (2004), que llegó al puesto número 3 tanto en los Estados Unidos como en Gran Bretaña, y al que acompañó una gran gira con artistas como Candy Dulfer. Le siguió "3121" (2006) que fue en la primera semana el número 1 de álbumes según Billboard y Planet Earth (2007).
Publicó diversos trabajos bajo los pseudónimos de Jamie Starr, Joey Coco, Alexander Nevermind, Camille, Tora Tora y Christopher. Por problemas contractuales con su compañía discográfica (que frustraron la publicación de su disco The Black Album en 1987), durante varios años Prince no pudo publicar música con su nombre y en 1992 adoptó un símbolo mezcla de «femenino» y «masculino»: (Love Symbol). Más tarde el público empezaría a definirlo como The Artist o TAFKAP (The Artist Formerly Known As Prince, El Artista Anteriormente Conocido Como Prince) ante la ausencia de un nombre pronunciable verbalmente. Solo al finalizar contrato con Warner Bros. (2000) volvió a usar el nombre de Prince.
Al principio de su carrera comenzó a tocar con la banda The Revolution, pero a principios de los 1990 tocó con New Power Generation. La mayor parte de sus grabaciones las realizaría en sus estudios Paisley Park.
Durante dicha época era una especie de playboy que hacía gala de una grandísima discreción. Se conocen romances con Susanna Hoffs (de The Bangles), Madonna, las actrices Kim Basinger, Sherilyn Fenn, Troy Beyer, Tara Leigh Patrick (a quien más tarde apodó Carmen Electra) y Sheena Easton, entre otras.
En 1991 colaboró en la composición de algunas canciones para el álbum Martika’s Kitchen de la cantante Martika. Al año siguiente vino su álbum conocido como "Symbol" que ya adelantaría su cambio de nombre (Prince) por el de un símbolo, rara fusión entre el masculino y el femenino basado en el símbolo alquimista de la esteatita. Esto ocurrió en 1992. De este álbum cabe destacar la canción "My Name Is Prince", en la que ya anunciaba que volvería al nombre de Prince como hizo a partir del 2000, cuando finalizó su contrato legal con Warner Bros.

### 1993-2001: Cambio de nombre, numerosos lanzamientos yThe Gold Experience

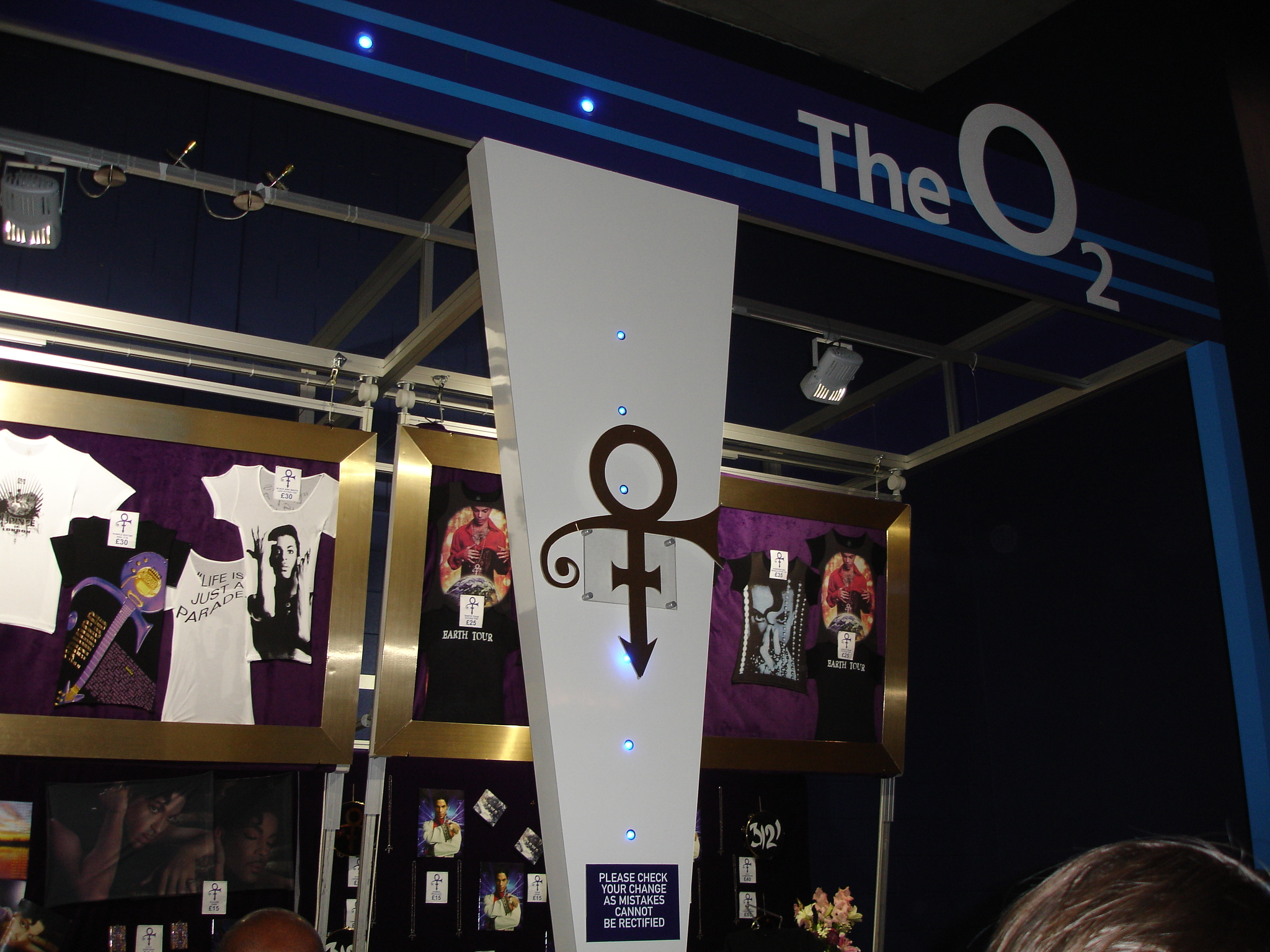
El símbolo impronunciable o «Love Symbol» en inglés, nombre que Prince adoptó a partir de 1993.

Después apareció el disco recopilatorio de sus 15 años de carrera "The Hits/The B-Sides" (1993). Más tarde Come (1994), The Gold Experience (1995)" y Chaos and Disorder (1996), el que fuera quizás un disco más allegado al rock hasta la fecha. Ese mismo año lanzaría el triple álbum Emancipation (1996), fuera de la órbita de la discográfica Warner que, al parecer, no le permitía liberar todo el material que Prince producía. Durante ese tiempo, el músico salía en todas sus apariciones públicas con la palabra "esclavo" escrita en su mejilla. Este disco lo sacó mediante un acuerdo de distribución con EMI - Odeon. Sus sencillos más destacables son "Betcha by Golly Wow!", "The Holy River" o "Emancipation".
A partir de 1997, Prince sufrió una serie de reveses con Warner, cuyo contrato con él duraría hasta el 31 de diciembre de 1999. Este sello discográfico presionó a otros compañías discográficas con las que Prince trataba de llegar a acuerdos puntuales.
La empresa ganó esas batallas legales y Prince se vio obligado a cumplir el contrato. Todo ello, unido a la muerte de su hijo, Amiir Nelson, que tuvo con su entonces esposa Mayte García (bailarina y cantante), que se produjo a los pocos días de nacer, hizo que Prince tuviera importantes problemas emocionales, habiéndose llegado a especular que intentó suicidarse.
Finalmente, en ese contexto publicó Crystal Ball (1998), Newpower Soul (1998) y The Rainbow Children (2001), álbum que fue aclamado por la comunidad de músicos e instrumentistas por lo sabio de la mezcla de estilos y la producción rica en texturas del disco, que era una obra conceptual a modo de rock sinfónico de los 1970 con grupos como Genesis o King Crimson pero con un sonido jazz-soul-funk.

### 2002-2010: reinvención musical,Musicologye independencia discográfica

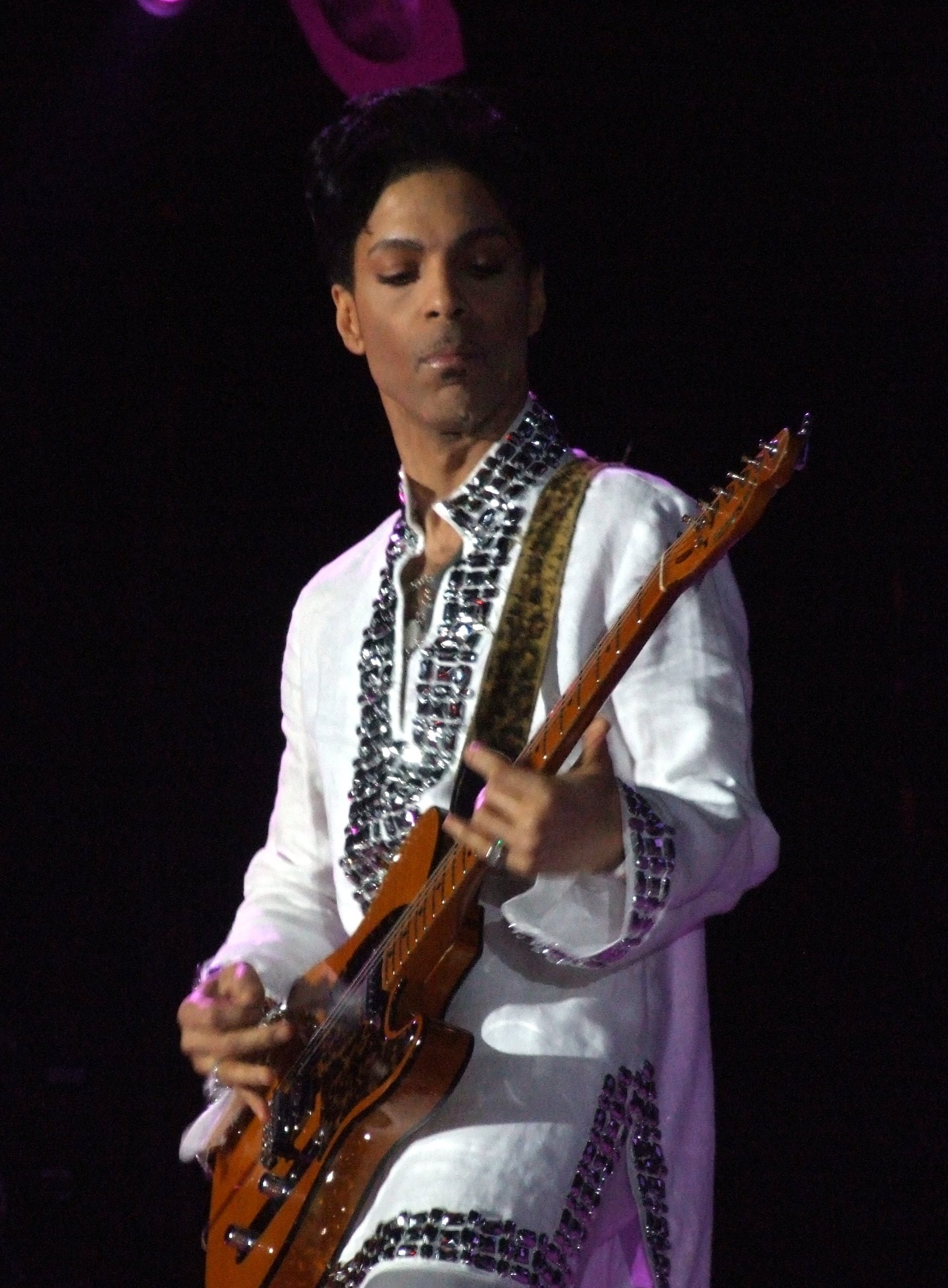
Prince en el Festival de Coachela en 2008.

Posteriormente publicó One Nite Alone... (en CD y DVD), Musicology (que le llevó de nuevo a las listas de éxitos), N.E.W.S y 3121.
Prince, en los últimos años, recibió varios reconocimientos. Entró en el Rock and Roll Hall of Fame y en el UK Music Hall of Fame, en 2004 fue el artista mejor pagado del año, hizo la octava gira más vista de la historia [cita requerida] con cerca de un millón y medio de espectadores en 90 conciertos por los EE. UU. Ganó varios premios en su estilo y un Globo de Oro por la canción "The Song Of The Heart" para la película Happy Feet (2006).
Publicó un álbum recopilatorio llamado Ultimate Prince. También fue el artista elegido para realizar el espectáculo de medio tiempo del Super Bowl XLI (2007), donde su actuación suscitó una enorme expectación. A pesar de la fuerte lluvia que cayó durante el espectáculo, Prince cumplió de sobra las expectativas, y su actuación fue considerada de las mejores de la historia de este evento anual.
En 2001 Prince se convirtió formalmente en testigo de Jehová y desde su conversión dejó de cantar sus canciones más sexualmente explícitas y abandonó esa temática en sus composiciones. A finales de ese mismo, el 31 de diciembre, contrajo matrimonio en Hawái con Manuela Testolini, empleada de Paisley Park, de la que se divorció en 2006.
En 2007 Prince lanzó al mercado el álbum titulado Planet Earth, del cual se extrae el primer sencillo, titulado "Guitar". Prince generó una enorme polémica al decidir regalar el álbum con la edición dominical de un periódico británico antes de que saliera a la venta en las tiendas y al regalarlo también a todos los asistentes a los conciertos de su gira "Planet Earth" (que se desarrolló en una única ciudad, Londres, durante mes y medio)[cita requerida]. Estos conciertos de Londres (tanto los regulares en el gran pabellón O2, conocido anteriormente como Millennium Dome, como los posconciertos de madrugada -conocidos entre los seguidores como aftershows- en la sala adyacente Indigo2) fueron un gran éxito de crítica y público, llenando las dos salas en casi todas las fechas [cita requerida].
A finales de 2007 Prince se encontró inmerso en una extraña batalla filosófico-judicial con sus seguidores, a los que acusó de violar sus derechos legales por usar, por ejemplo, fotos suyas como avatares en sitios web. A este respecto, los más importantes grupos en Internet de seguidores se reunieron para crear Prince Fans United y protestar contra el hecho de que Prince les persiguiese judicialmente. Prince reaccionó rápidamente a la creación de esta unión con un tema llamado "PFUnk", en el que de manera velada se burla de esos seguidores que se sienten perseguidos. La batalla se alargó, aunque se llevaron a cabo negociaciones entre Prince y PFU que no dieron ningún fruto. Además, su página oficial fue clausurada, siendo la única estrella de la música que no contaba con ella.
En 2008 Prince fue galardonado con un Grammy al mejor solista de R&B por el tema "Future Baby Mama" y entregó otro a Alicia Keys en la correspondiente categoría femenina. Hizo una actuación esporádica en un pequeño club de Los Ángeles (donde, hasta su fallecimiento, vivía la mayor parte del tiempo), hizo una fiesta en su casa después de la entrega de los premios Óscar y realizó una actuación en vivo, en el Festival de Coachella en Indio (California) por la que cobró más de dos millones y medio de euros. Sin embargo, suspendió una actuación en el estadio Croke Park (Dublín, Irlanda), supuestamente por falta de fechas en el estadio. También volvió a tocar en el programa de Jay Leno de la cadena de televisión estadounidense NBC (en esta ocasión el tema Turn me loose). En octubre se editó un libro y disco llamado 21 Nights, resumen sonoro y visual de su gira-residencia en Londres en agosto y septiembre de 2007.
En 2009 Prince editó dos álbumes a su nombre, que llevan los títulos de Lotus Flow3r y 'MPLSound', y un tercero de lanzamiento de su último descubrimiento femenino, Bria Valente, que lleva el título de Elixir. Durante la primavera de este año actuó en dos programas de televisión: cuatro veces en The Tonight Show with Jay Leno –tres días seguidos en marzo y uno en mayo, coincidiendo con la última semana de Jay Leno presentando el programa– y otra vez en el programa de Ellen DeGeneres, donde había actuado ya en 2004. El 18 de julio actuó de nuevo en el Festival de Jazz de Montreux, en Montreux, Suiza, con una inversión, por parte de la organización del evento, valorada en 1,5 millones de dólares, batiendo su propio récord de entradas vendidas, más de 8000 en apenas ocho minutos.[cita requerida]
Prince prosiguió su actividad musical en 2010. Según informó el boletín de noticias en la red EFE EME, Prince lanzó en julio su nuevo disco, 20Ten, junto con varios periódicos europeos. El 22 de julio fue distribuido en Francia con el semanario “Courrier International”. A las pocas horas de ponerse a la venta, más de 14.000 puntos de venta habían agotado sus existencias. Los 130.000 ejemplares del disco se vendieron a un precio mucho más económico que cualquier otra novedad. El responsable de comunicación de “Courrier International” mostraba su sorpresa y satisfacción por las inauditas ventas de su publicación: “¡Nos lo quitan de las manos, es lo nunca visto para nosotros! A las diez, más de mil quioscos lo habían vendido todo, es increíble”.[cita requerida]
La misma forma de distribución se usaría en otros países. Según informó Billboard, 2,5 millones de ejemplares de “20Ten” fueron regalados, el 10 de julio, en Inglaterra junto al Daily Mirror, en Escocia con el Scotland’s Daily Record y en Bélgica con el Het Nieuwsblad. En Alemania, fue la edición local de Rolling Stone la que ofreció a sus lectores el disco el 22 de julio.
En octubre de 2010, en el teatro Apollo de Nueva York, anunció su nueva serie de actuaciones, a partir de diciembre, bajo el título Welcome 2 América.

### 2016 - Fallecimiento

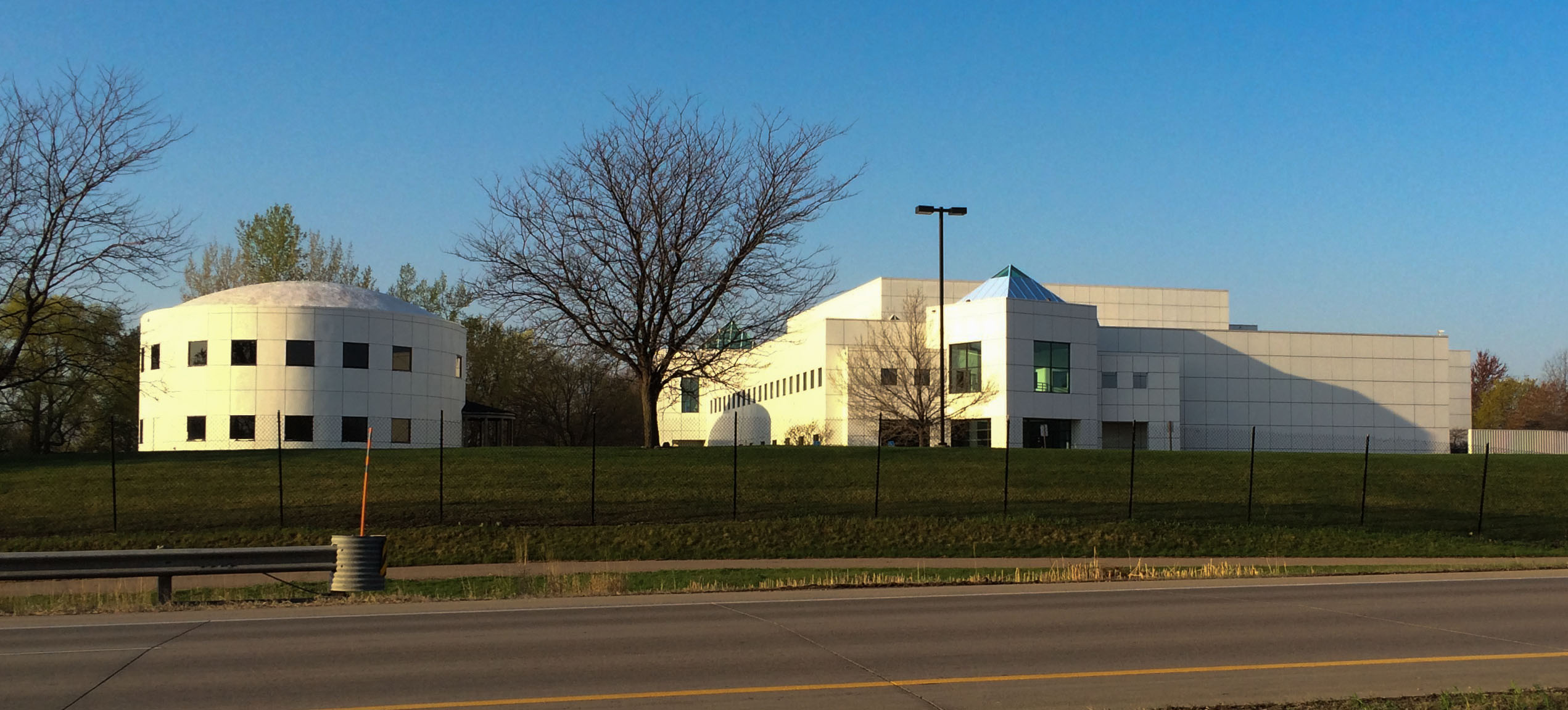
Complejo de edificios de Paisley Park, en Chanhassen, Minnesota, donde Prince fue hallado muerto

Prince había visitado al doctor Michael T. Schulenberg en Excelsior el 7 de abril de 2016, y nuevamente el 20 de abril. El 7 de abril pospuso dos conciertos de su gira Piano & A Microphone Tour en el Teatro Fox de Atlanta tras haber contraído la gripe. Sin embargo, el concierto tuvo lugar el jueves 14 de abril, a pesar de que no se sentía muy bien. Tras el concierto, perdió el conocimiento durante el vuelo de regreso a Minneapolis, por lo cual el avión en el que viajaba Prince tuvo que hacer un aterrizaje de emergencia en el Aeropuerto Internacional Quad City en Moline, donde recibió tratamiento para contrarrestar una intoxicación con opiáceos y se le administró naloxona. El artista abandonó el hospital pocas horas después contrariando todo consejo médico. Tras ese episodio, algunos de sus representantes indicaron que había sufrido una «mala hidratación» y que había estado luchando contra la gripe hacia varias semanas. Al día siguiente, Prince fue visto montando en bicicleta. El 16 de abril fue visto en la tienda Electric Fetus en Mineápolis y realizó un evento en su casa en Paisley Park, afirmando que ya se sentía mejor. El 19 de abril asistió a un concierto de la cantante Lizz Wright en un teatro de la misma ciudad.
El 20 de abril, varios representantes de Prince acudieron al doctor Howard Kornfeld, especialista en adicción a fármacos y algología, en busca de ayuda. Kornfeld lo citó el 22 de abril para una revisión médica y el artista programó un chequeo físico con un médico local para el 21 de abril. Ese día a las 9:43 a. m., la autoridad local del condado de Carver recibió una llamada de emergencia requiriendo una ambulancia en Paisley Park. El hombre al teléfono alegó haber encontrado una persona inconsciente, luego declaró que ya estaba muerta y finalmente la identificó como Prince. El hombre al teléfono era el hijo del doctor Kornfeld, quien había llegado a Paisley Park con un tratamiento de buprenorfina para contrarrestar una adicción a opioides. Los paramédicos llegaron y encontraron al artista inconsciente en el elevador de su casa y le practicaron reanimación cardiopulmonar, pero un paramédico afirmó que el artista había fallecido hacía seis horas, por lo cual era imposible resucitarlo. Prince fue declarado muerto a las 10:00 a. m., 19 minutos después de la llegada de los paramédicos. No se encontraron señales de suicidio o de algún intento de homicidio. En una conferencia de prensa llevada a cabo el 2 de junio, la Oficina Médica del condado de Anoka estableció que el artista había muerto por una sobredosis de fentanilo a la edad de 57 años.
Posteriormente la investigación policial demostró que Prince obtuvo el fentanilo por prescripción médica a nombre de una persona cercana para preservar su intimidad. De hecho, los botes de fármacos estaban etiquetados con los nombres de otras sustancias menos potentes. Un juzgado local emitió una orden de búsqueda para ubicar su testamento y se emitió otra en contra de la farmacia local Walgreens, a la cual el artista había acudido apenas unos días antes.
Tras una autopsia, sus restos fueron incinerados. El 26 de abril, su hermana Tyka Nelson envió un documento al juzgado del condado de Carver para iniciar el proceso sucesorio, pues según ella no existía ningún testamento hecho. Tres semanas después de su muerte, cerca de 700 personas alegaron tener algún vínculo familiar con el artista y reclamaron parte de su herencia. Un fiduciario del banco Bremer se hizo cargo del control de sus bienes (que incluían propiedades, empresas y una amplia colección de vehículos, entre otros bienes) y ordenó forzar la apertura de la caja fuerte del artista y de la autorización de pruebas de ADN para todo aquel que alegara ser su familiar.
Sus cenizas fueron colocadas en una urna tallada con la forma de Paisley Park y puestas allí mismo sobre un atrio en octubre de 2016.

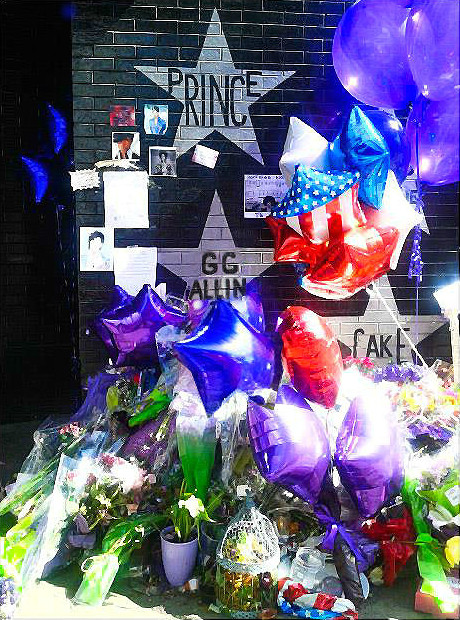
Flores, globos púrpura y otros detalles dejados tras la muerte de Prince frente al club First Avenue en Minneapolis, lugar de grabación de la película Purple Rain en 1984.

Numerosos artistas y figuras públicas reaccionaron ante la muerte de Prince. El presidente Barack Obama lamentó su muerte, mientras que el Senado de los Estados Unidos emitió un comunicado destacándolo como un «músico y compositor innovador y un icono cultural». En diversas ciudades de los Estados Unidos se celebraron vigilias y tributos en su memoria y diversos edificios, puentes y otros lugares emblemáticos del país se iluminaron en púrpura para rendirle homenaje. Durante las primeras cinco horas tras su muerte, «Prince» fue "trending topic" en Twitter y tuvo más de 61 millones de interacciones en Facebook. El canal MTV suspendió su programación habitual para transmitir una maratón de vídeos musicales del artista y la película Purple Rain; AMC Theatres y Carmike Cinemas colocaron la cinta en cartelera nuevamente durante la siguiente semana. El programa Saturday Night Live transmitió un episodio especial titulado «Goodnight, Sweet Prince» —Buenas noches, dulce príncipe o Buenas noches, dulce Prince—, junto con varias de sus interpretaciones en el programa.
El contador de ventas Nielsen Music reportó un incremento del 42.000% en las ventas del artista tras su muerte. Cerca de 4,41 millones de discos, entre álbumes y sencillos, fueron vendidos entre el 21 y el 28 de abril, y cinco de sus álbumes se ubicaron en los primeros diez lugares de la lista Billboard 200 la siguiente semana, un hito sin precedentes en Billboard. Durante la quincuagésima novena -59- ceremonia de los premios Grammy, Morris Day & The Time junto con Bruno Mars rindieron tributo al artista, mientras que Madonna y Stevie Wonder hicieron lo propio en los premios Billboard.

### Legado
Meses después de su fallecimiento Warner Bros publicó el recopilatorio 4Ever. Ese mismo año Prince fue el artista que más álbumes en formato físico vendió en los EE. UU., llegando a 2,2 millones (no se ofrecía su música por medios digitales). Fue el único artista que vendió más de un millón de álbumes digitales y físicos en 2016.
En 2016 una cinta de The VERSACE Experience: PRELUDE 2 GOLD (entregada como promoción del álbum The Gold Experience en la semana de la moda de París 1995) alcanzó la cifra más alta pagada hasta la fecha en el portal Discogs.
En 2017, en el aniversario de su muerte se puso a la venta el EP Deliverance, aunque un juez detuvo su venta y solo estuvo disponible el tema de igual nombre. El 23 de junio de dicho año se lanzó la esperada reedición de Purple Rain (1984) que ya se había anunciado en 2014, pero que por motivos desconocidos no se lanzaría hasta 2017. El paquete consiste en 3 discos compactos y un DVD; el primer disco es el álbum original remasterizado por el propio Prince en 2015, el segundo CD consta de 11 canciones inéditas y el tercer disco consta de lados B de la época junto con versiones extendidas y recortadas de Purple Rain. Por último, el DVD contiene un concierto del Purple Rain Tour en 1985.
En 2017 y 2018 se celebraron dos congresos académicos en torno a la figura del artista.
En 2018, dos años después de su fallecimiento se publica la versión original de Nothing Compares 2 U.
En agosto de 2018 un acuerdo entre Sony Universal y los herederos permite escuchar on-line por primera vez 23 álbumes del artista de los años 90 y 2000 (la canción The Most Beautiful Girl In The World fue excluida del álbum que la contenía)
En septiembre de 2018 se publica su primer álbum póstumo con material de su "vault" (conjunto de canciones no publicadas): Piano & a Microphone 1983.
En 2019 se vuelven a publicar tres de sus álbumes: Musicology, 3121, y Planet Earth en edición limitada (vinilo púrpura) y CD. También se anuncian reediciones de Rave Un2 the Joy Fantastic y Rave In2 the Joy Fantastic así como Ultimate Rave (2 CDs y un DVD con el vídeo "Prince In Concert: Rave Un2 the Year 2000").
En junio de 2019, coincidiendo con el aniversario del nacimiento del cantante, Tidal publica en exclusiva el álbum Originals (solo disponible en línea), 14 grabaciones inéditas que Prince ofreció a otros artistas y la versión original de 'Nothing Compares 2 U.
También en 2019 se pone a disposición de plataformas digitales de streaming el álbum Versace Experience, de 1995.
A finales de 2019 se reeditó su álbum 1999 que incluía 23 temas inéditos, material en directo y fotos inéditas.
En octubre de 2019 se publicó, por el 40⁰ aniversario del álbum Prince, un sencillo con una versión acústica de I Feel For You.
A finales de octubre se publicó su libro autobiográfico no terminado The Beautiful Ones, que debe su nombre a la canción homónima del álbum Purple Rain.
En el contexto de los Premios Grammy 2020 se celebrará el homenaje "Let’s Go Crazy: The Grammy Salute to Prince".
En 2023 el diario europeo Vijesti incorporó a Prince en su lista de los 15 mejores cantantes de todos los tiempos. 
En junio de 2024 se anunció que recibiría  a lo largo de 2025 su estrella en el Paseo de la Fama de Hollywood, junto a David Beckham , Jane Fonda, Green Day y demás celebridades.

## Discografía
| - 1978: For You - 1979: Prince - 1980: Dirty Mind - 1981: Controversy - 1982: 1999 - 1984: Purple Rain - 1985: Around the World in a Day - 1986: Parade - 1987: Sign o’ the Times - 1988: Lovesexy - 1989: Batman - 1990: Graffiti Bridge - 1991: Diamonds and Pearls - 1992: Love Symbol Album - 1994: 1-800 New Funk - 1994: Come - 1994: The Black Album - 1995: The Gold Experience - 1996: Chaos and Disorder - 1996: Emancipation - 1998: Crystal Ball - 1998: The Truth - 1999: The Vault: Old Friends 4 Sale - 1999: Rave Un2 the Joy Fantastic - 2001: The Rainbow Children - 2003: N.E.W.S - 2004: Musicology - 2006: 3121 - 2007: Planet Earth - 2009: Lotusflow3r / MPLSound - 2010: 20Ten - 2014: Plectrumelectrum - 2014: Art Official Age - 2015: HITnRUN Phase One - 2015: HITnRUN Phase Two - 2018: Piano & a Microphone 1983 - 2019: Originals - 2021: Welcome 2 America | - 2003: Xpectation - 2004: The Chocolate Invasion - 2004: The Slaughterhouse - 1993: The Hits/The B-Sides - 1996: Girl 6 - 2001: Rave In2 the Joy Fantastic - 2001: The Very Best of Prince - 2006: Ultimate Prince - 2016: 4Ever - 2017: Deliverance (retirado de la venta por resolución judicial) - 2018: Anthology: 1995–2010 |

#### Otras colaboraciones
- 1986: Camille (cancelado)[102]

- 1999: 94 East Featuring (publicado en 2003 por primera vez[103])

## Giras de conciertos
| - Prince Tour (1979) - Dirty Mind Tour (1980) - Controversy Tour (1981) - 1999 Tour (1982) - Purple Rain Tour (1984) - Parade Tour (1986) - Sign o' the Times Tour (1987) - Lovesexy Tour (1988) - Nude Tour (1990) - Diamonds and Pearls Tour (1992) - Act I (1993) - Interactive Tour (1994) - The Ultimate Live Experience (1995) - Gold Tour (1996) - Love 4 One Another Charities Tour (1997) - Jam of the Year Tour (1997) | - New Power Soul Tour/Festival (1998) - Hit n Run Tour (2000) - A Celebration (2001) - One Nite Alone... Tour (2002) - 2003 World Tour (2003) - Musicology Live 2004ever (2004) - Per4ming Live 3121 (2006) - 21 Nights in London: The Earth Tour (2007) - 20Ten Tour (2010) - Welcome 2 (2010) - Live Out Loud Tour (2013) - Hit and Run Tour (2014) - Piano & A Microphone Tour (2016) |

## Filmografía
- Purple Rain
- Under the Cherry Moon
- Graffiti Bridge
- 3 Chains o' Gold

## Libros
- The Beautiful Ones (2019). Es una autobiografía inacabada por el artista que fue acabada posteriormente por el periodista encargado del proyecto con acceso a su archivo (vault).[104]

## Premios y reconocimientos
Prince ganó durante su carrera siete Premios Grammys, un Globo de Oro a la mejor canción original por The song of heart (Happy Feet) y un Óscar por la banda sonora de la película Purple Rain. Fue incluido en el Rock and Roll Hall of Fame en 2004, el año en que se comenzó a realizar este tipo de reconocimiento.
- El reconocimiento de Purple Rain, también se produjo en los American Music Awards, que le otorgaron 3 galardones. Posteriormente (1990 y 1995), le reconocerían con el mérito al logro profesional y un premio al mérito.

- La revista Rolling Stone lo incluyó en un ranking llamado 100 Greatest Artists (siguiendo su nivel de influencia en el ámbito del rock & roll) en el número 27.[8]

- Tres de sus videoclips recibieron premios MTV: el primero fue Raspberry Beret, por la mejor coreografía, el segundo U Got the Look, mejor vídeo masculino y mejor actuación en escenario; el último fue Cream, mejor vídeo en la categoría "Dance".

- También cuenta con un Brit Award, un BET Award, y dos premios ASCAP por Partyman y Thieves in the Temple por ser los temas de película más difundidos en 1989 y 1990 respectivamente.

- En 2006 fue galardonado con el Webby Lifetime Achievement Award por la labor realizada desde NPG Music Club.

- Su faceta de actor fue señalada por un premio negativo, al ganar el Razzie al peor actor por Under the Cherry Moon.

- En junio de 2016 recibió de manera póstuma el título honorífico de Doctor en Ciencias Humanísticas por la Universidad de Minnesota[106]